# NGC 5872
NGC 5872 est une galaxie lenticulaire située dans la constellation de la Balance. Sa vitesse par rapport au fond diffus cosmologique est de 7 553 ± 18 km/s, ce qui correspond à une distance de Hubble de 111,4 ± 7,8 Mpc (∼363 millions d'al). NGC 5872 a été découverte par l'astronome américain Joseph Winlock en 1867.
À ce jour, une mesure non basée sur le décalage vers le rouge (redshift) donne une distance d'environ 90,900 Mpc (∼296 millions d'al). Cette valeur est à l'extérieur des valeurs de la distance de Hubble. Notons cependant que c'est avec la valeur moyenne des mesures indépendantes, lorsqu'elles existent, que la base de données NASA/IPAC calcule le diamètre d'une galaxie et qu'en conséquence le diamètre de NGC 5872 pourrait être d'environ 51,4 kpc (∼168 000 al) si on utilisait la distance de Hubble pour le calculer. 